# Huta Ruhom
Huta Ruhom is een bestuurslaag in het regentschap Padang Lawas van de provincie Noord-Sumatra, Indonesië. Huta Ruhom telt 78 inwoners (volkstelling 2010).